# Старково (Великопольське воєводство)
Старково (пол. Starkowo) — село в Польщі, у гміні Пшемент Вольштинського повіту Великопольського воєводства.
Населення — 470 осіб (2011).
У 1975-1998 роках село належало до Лешненського воєводства.

## Демографія
Демографічна структура станом на 31 березня 2011 року:
|          | Загалом | Допрацездатний вік | Працездатний вік | Постпрацездатний вік |
| -------- | ------- | ------------------ | ---------------- | -------------------- |
| Чоловіки | 236     | 54                 | 165              | 17                   |
| Жінки    | 234     | 52                 | 136              | 46                   |
| Разом    | 470     | 106                | 301              | 63                   |